# Rio Jundiuvira
O Rio Jundiuvira é um rio brasileiro do estado de São Paulo. Em 2015, foi autorizada a captação de sua água para uso no município de Cabreúva.